# باربرو مارتینسون
باربرو مارتینسون (انگلیسی: Barbro Martinsson; ۱۶ اوت ۱۹۳۵ – ) اسکی‌باز صحرانوردی اهل سوئد بود.